# Tomasz Tadeusz Pruszak
Tomasz Tadeusz Pruszak herbu Leliwa (ur. ok. 1724, zm. 1808) – kasztelan gdański w latach 1775–1795, starosta muntowski i przedborski (1767–1768), pułkownik dragonii w 1764 roku.

## Życiorys
Urodzony w znanej rodzinie szlachty pruskiej, jako syn Józefa, kasztelana gdańskiego i Elżbiety z Pląskowskich, sędzianki ziemskiej świeckiej. Od wczesnych lat przygotowywany do służby wojskowej i publicznej. Politycznie związany od lat 50. XVIII wieku z Familią Czartoryskich. Dzięki ich poparciu mianowany już w 1764 pułkownikiem, zaś w roku 1767 nadano mu starostwo przedborskie (którego ostatecznie się zrzekł na rzecz Piotra Małachowskiego w 1768). Nie uczestniczył w działaniach konfederackich w latach 1768-1772. Nie chcąc podlegać władzom pruskim (jego ojciec był zmuszony złożyć hołd lenny nowym władzom) po pierwszym rozbiorze przeniósł się na stałe do Warszawy, gdzie miał pałac przy ulicy Marszałkowskiej. Po śmierci ojca, mianowany kasztelanem gdańskim (1775). Był ostatnim sprawującym ten urząd, nie mając żadnych narzędzi wykonawczych jego sprawowania. Od tego czasu aktywny uczestnik prac sejmowych (1776-1788), wielokrotnie wybierany do ważnych komisji i sądów sejmowych. Był członkiem konfederacji Sejmu Czteroletniego w 1788 roku. Przyjaźnił się z Adamem Naruszewiczem, któremu w 1791 użyczył swojej warszawskiej rezydencji. O jego dalszych losach niewiele wiadomo. Zapewne z uwagi na podeszły wiek wycofał się z aktywności publicznej. Zmarł w Warszawie 16 maja 1808 roku. Majątek odziedziczyli po nim bratankowie.

## Odznaczenia
- 1776 – Order św. Stanisława
- 1780 – Order Orła Białego